# Izydor Stella-Sawicki
Izydor Roman Stella-Sawicki (ur. 5 kwietnia 1881 we Lwowie, zm. 19 grudnia 1957 w Krakowie) – polski inżynier, pierwszy rektor Politechniki Krakowskiej w latach 1945–1948.

## Życiorys
Był synem lekarza i powstańca styczniowego Jana Stella-Sawickiego i jego żony Izydory Zarzyckiej (1847–1906). Absolwent Politechniki Lwowskiej. W 1904 uzyskał państwowy dyplom inżyniera dróg i mostów, a od 1905 pracował jako praktykant budownictwa w Namiestnictwie Galicyjskim we Lwowie, a następnie jako adiunkt Ministerstwa Handlu uczestniczył w budowie dróg wodnych w Galicji. W latach 1907–1918 pracował w Biurze Melioracyjnym Wydziału Krajowego we Lwowie. W latach 1911–1914 był także docentem Krajowej Szkoły Ogrodniczej we Lwowie. W 1914 uzyskał tytuł i prawa autoryzowanego inżyniera budowlanego, a w 1917 − mierniczego przysięgłego. Po odzyskaniu niepodległości został powołany do Ministerstwa Robót Publicznych, w którym pełnił obowiązki naczelnika Oddziału Wodnego w Kielcach. Od 1921 wykładowca Akademii Górniczej, następnie Akademii Górniczo-Hutniczej. W latach 1921–1926 wykładał statykę i budownictwo na Wydziale Architektury ASP w Krakowie. W latach 1937–1939 był dziekanem Wydziału Hutniczego Akademii Górniczej.
Przed wyborami do Rady Miasta Krakowa z 1938 został członkiem komitetu Polskiego Bloku Katolickiego. Pełnił funkcję członka Rady Przybocznej Miasta Krakowa (1939). 6 listopada 1939, wraz z innymi profesorami został aresztowany przez gestapo w Sonderaktion Krakau w Collegium Novum UJ i wywieziony do obozu w Sachsenhausen. Uwolniony 8 lutego 1940 powrócił do Krakowa i podjął pracę w Technicznej Szkole Górniczo-Hutniczo-Mierniczej, biorąc równocześnie udział w tajnym nauczaniu.
Po 1945 jeden z organizatorów politechnik w Krakowie i Gliwicach. Po przekształceniu w 1954 wydziałów politechnicznych AGH w całkiem samodzielną Politechnikę Krakowską pełnił funkcję kierownika Katedry Statyki Budowli i Wytrzymałości Materiałów, a na AGH kierownika Katedry Inżynierii i Budownictwa.
Autor licznych publikacji z zakresu budownictwa żelbetowego i przemysłowego oraz statyki budowli. Zaprojektował i nadzorował budowę pierwszego w Małopolsce mostu żelbetowego na drodze Lwów – Brzuchowice. Był autorem m.in. projektu obwałowania Wisły od Niepołomic do Zawichostu. Opublikował dwutomowy podręcznik Budownictwo żelazno-betonowe. Wykonał projekt odbudowy zachowanego hangaru lotniska Rakowice-Czyżyny.
Ożenił się z Jadwigą Więckowską (1885–1969), z którą mieszkał najpierw we Lwowie, później w Krakowie. Z tego związku narodzili się: córka Jadwiga (1908–1997), która została historykiem sztuki, oraz syn Jan (1912–1984), który został prawnikiem.
Zmarł w Krakowie, spoczywa wraz z żoną, synem i synową cmentarzu Salwatorskim (sektor SC7-10-52).

## Ordery i odznaczenia
- Order Sztandaru Pracy II klasy[6]
- Krzyż Kawalerski Orderu Odrodzenia Polski
- Złoty Krzyż Zasługi (15 listopada 1946)[7]
- Medal Zwycięstwa i Wolności 1945
- Medal Dziesięciolecia Odzyskanej Niepodległości (1929)
- Medal 10-lecia Polski Ludowej (15 stycznia 1955)[8]
- Medal za Długoletnią Służbę